# Bernhard Lieb
Bernhard Lieb (* 5. Juli 1894 in Ravensburg; † 15. Dezember 1978 in Friedrichshafen) war ein deutscher Politiker (Zentrum, CDU). Von 1947 bis 1952 gehörte er dem Landtag für Württemberg-Hohenzollern an.

## Biografie
Lieb besuchte die Volksschule in Oberzell und die Höhere Handelsschule in Ravensburg. Im Ersten Weltkrieg war er als Unteroffizier im Einsatz. In dieser Zeit gehörte er dem Reichsbund für Leibesübungen an. 
Nach dem Krieg war er als Kaufmann tätig und betrieb eine Wollstrickerei und einen Wollgroßhandel in Friedrichshafen. Während des Zweiten Weltkriegs gehörte er der Schutzpolizei Friedrichshafen als Angehöriger der Reserve an, ab dem 30. Mai 1941 hatte er dort die Position des Oberwachtmeisters inne.
Lieb war seit 1920 mit Maria Emilie, geborene Mayr, verheiratet. Aus der Ehe gingen neun Kinder hervor. Wegen zweier Vergehen gegen das „Heimtückegesetz“ (Kritische Äußerungen gegen das NS-Regime während eines Aufenthalts in Österreich; Weigerung, seine Kinder auf die Horst-Wessel-Schule in Friedrichshafen zu schicken) geriet er 1937 für wenige Wochen in „Schutzhaft“.

## Politik
Nach dem Krieg beteiligte sich Lieb, der zuvor der Zentrumspartei angehört hatte, an der Gründung der CDU Friedrichshafen. Für diese gehörte er später auch dem Stadtrat an. Im Jahre 1946 wurde er in die Beratende Landesversammlung des Landes Württemberg-Hohenzollern berufen, im Jahr darauf im Wahlkreis Tettnang in den Landtag für Württemberg-Hohenzollern gewählt. Diesem gehörte er bis zur Auflösung im Zuge der Gründung des Landes Baden-Württemberg im Jahr 1952 an.

## Ehrungen
- Württembergische Silberne Verdienstmedaille für seinen Einsatz im Ersten Weltkrieg
- 1966: Bundesverdienstkreuz 1. Klasse